# Haraka
Ne doit pas être confondu avec Harakka.
Haraka est un serveur de messagerie (Simple Mail Transfer Protocol Daemon) et un logiciel libre sous licence MIT.
Son principal développeur, Matt Sergeant avait déjà travaillé sur le projet Qpsmtpd et à MessageLabs/Symantec.

## Caractéristiques
Il est écrit en Node.js, utilisant les possibilités asynchrones de celui-ci pour améliorer les performances et permettre de rester efficace lors d'échanges avec des latences élevées. Il a d'abord été conçu pour être efficace en réception, permettant de mieux interagir avec les antispams, la partie émission devant être développé dans un second temps. Les tests ont montré qu'il était plusieurs fois plus performant que Postfix. Il est également possible de le déployer sur un cluster, sur lequel il peut répartir ses tâches.